# Giải quần vợt Pháp Mở rộng 2015 - Đơn nam
Stan Wawrinka đã đánh bại Novak Djokovic trong trận chung kết, 4-6, 6-4, 6-3, 6-4, để giành chức vô địch quần vợt đơn nam tại Pháp mở rộng 2015. Giống như anh đã làm khi vô địch Úc mở rộng 2014, Wawrinka đã đánh bại tay vợt số 1 thế giới và số 2 thế giới trên đường đến danh hiệu này.
Rafael Nadal là nhà vô địch bảo vệ năm lần, nhưng bị Novak Djokovic đánh bại ở tứ kết. Đây chỉ là thất bại thứ hai trong sự nghiệp của Nadal tại Pháp mở rộng (lần trước là vào năm 2009) và chấm dứt chuỗi trận thắng kỷ lục 39 trận. Nadal đã giành chiến thắng trong tất cả sáu trận đấu trước Djokovic tại Pháp mở rộng, mỗi trận trong một trong chín lần chạy chức vô địch trước đó.
Nadal rơi xuống vị trí thứ 10 trong bảng xếp hạng sau trận thua này, thứ hạng thấp nhất của anh kể từ khi lọt vào Top 10 vào ngày 18 tháng 4 năm 2005.
Ngoài ra, Stan Wawrinka đã đánh bại nhà vô địch Roger Federer năm 2009 ở tứ kết, nghĩa là lần đầu tiên kể từ năm 2004, cả Nadal và Federer đều không giành được danh hiệu này.